# Weezer (The Green Album)
Weezer (The Green Album) è il terzo album dei Weezer, pubblicato il 15 maggio 2001.
L'album vede il ritorno dopo ben 5 anni della band, dopo che il precedente Pinkerton del 1996 fu inizialmente un fallimento, e riscosse buone critiche e recensioni solamente più avanti. Questo è anche il primo album della band senza il bassista Matt Sharp. L'album viene comunque accolto in maniera positiva, nonostante alcune critiche per i temi trattati e la modesta lunghezza dell'album stesso. I singoli che porteranno al successo The Green Album sono Hash Pipe e Island in the Sun.
L'album ha venduto alla data di ottobre 2005 circa un milione e mezzo di copie, diventando disco di platino. Si è posizionato al quarto posto della Billboard Hot 100, diventando il primo disco della band ad entrare nella top ten negli Stati Uniti.
L'album è dedicato alla memoria di Mykel e Carli Allan, due sorelle che dirigevano il fan club della band. Le due ragazze morirono in un incidente d'auto nel 1997. Sono anche il soggetto ispiratore della b-side Mykel and Carli.

## Tracce
1. Don't Let Go – 2:59
2. Photograph – 2:19
3. Hash Pipe – 2:51
4. Island in the Sun – 3:20
5. Crab – 2:34
6. Knock-down Drag-out – 2:08
7. Smile – 2:38
8. Simple Pages – 2:56
9. Glorious Day – 2:40
10. O Girlfriend – 3:49

## Formazione
- Rivers Cuomo – voce, chitarra solista
- Brian Bell – chitarra ritmica, voce secondaria
- Mikey Welsh – basso
- Patrick Wilson – batteria, percussioni

## Classifiche
| Classifica (2001) | Posizione massima |
| ----------------- | ----------------- |
| Australia         | 25                |
| Austria           | 15                |
| Canada            | 2                 |
| Finlandia         | 22                |
| Francia           | 42                |
| Germania          | 21                |
| Giappone          | 14                |
| Norvegia          | 7                 |
| Nuova Zelanda     | 25                |
| Regno Unito       | 31                |
| Stati Uniti       | 4                 |
| Svezia            | 20                |